# Seymour Cromwell
Seymour Legrand Cromwell (Nueva York, 17 de febrero de 1934-Cambridge, 2 de mayo de 1977) fue un deportista estadounidense que compitió en remo.
Participó en los Juegos Olímpicos de Tokio 1964, obteniendo una medalla de plata en la prueba de doble scull. Ganó dos medallas en el Campeonato Mundial de Remo, bronce en 1962 y plata en 1966, y dos medallas en el Campeonato Europeo de Remo, bronce en 1961 y plata en 1963.

## Palmarés internacional
| Juegos Olímpicos   | Juegos Olímpicos       | Juegos Olímpicos  | Juegos Olímpicos |
| Año                | Lugar                  | Medalla           | Prueba           |
| ------------------ | ---------------------- | ----------------- | ---------------- |
| 1964               | Tokio (Japón)          | Medalla de plata  | Doble scull      |
| Campeonato Mundial |                        |                   |                  |
| Año                | Lugar                  | Medalla           | Prueba           |
| 1962               | Lucerna (Suiza)        | Medalla de bronce | Scull individual |
| 1966               | Bled (Yugoslavia)      | Medalla de plata  | Doble scull      |
| Campeonato Europeo |                        |                   |                  |
| Año                | Lugar                  | Medalla           | Prueba           |
| 1961               | Praga (Checoslovaquia) | Medalla de bronce | Scull individual |
| 1963               | Copenhague (Dinamarca) | Medalla de plata  | Doble scull      |

1. ↑  En algunas ediciones del Campeonato Europeo se permitió la participación de remeros de otros continentes.